# Баран Микола Андрійович
Мико́ла Андрі́йович Бара́н (нар. 28 серпня |1907, Яблуневе, Лубенський район, Полтавська область, Російська імперія — 1983, Київ, УРСР, СРСР) — український лікар, організатор охорони здоров'я в УРСР, гігієніст-епідеміолог, професор, заслужений лікар УРСР, кандидат медичних наук.

## Біографія
Народився 15 (28) серпня 1907 року в селі Яблуневе, Лубенського району Полтавської області, Російської імперії (нині Оржицький район, Полтавська область, Україна) у родині священика.
Навчався у Одеському медичному інституті. Закінчив санітарно-гігієнічний факультет.
Пізніше, у 30-х роках закінчив Сталінський медичний інститут імені Максима Горького. Працював у міській лікарні.
Організував першу в історії Лисичанська міську санітарно-епідеміологічну станцію.
Напередодні війни переїхав до Москви. Займав пост заступника міністра охорони здоров'я СРСР, курирував питання охорони здоров'я на селі.
Під час бойових дій був у складі інспекторської групи генералів Ставки Головнокомандувача. Брав участь в інспектуванні фронту, яким командував маршал Малиновський.
З 5 травня 1944 до 9 липня 1955 року — перший заступник міністра охорони здоров'я УРСР, головний державний санітарний лікар, Голова ЦК Червоного Хреста УРСР. У післявоєнний час також був віце-президентом від УРСР на сесіях Всесвітньої організації охорони здоров'я. Однак за сімейними обставинами змушений був залишити цей пост і повернутися в Україну, де і пропрацював до пенсії.
Під його керівництвом було проведено значний комплекс робіт з ліквідації санітарних наслідків німецької окупації та відновленню мережі санітарно-епідеміологічних закладів, що позитивно позначилося на санітарно-епідемічній ситуації в Україні.
У 1955 році, після закінчення державної служби, очолив кафедру гігієни Київського державного інституту удосконалення лікарів. Там був яскравим лектором, висококваліфікованим викладачем, який підготував не одне покоління лікарів гігієністів, епідеміологів та організаторів охорони здоров'я.
Серед його учнів та послідовників: кандидат медичних наук, доцент Київської медичної академії післядипломної освіти В. І. Слободкін; кандидат біологічних наук Г. С. Тарабанчук; відомий київський санітарний лікар, Заслужений лікар України Г. М. Гладков; головний санітарний лікар міста Вознесенська І. Є. Скреблюков та багато інших.
Наукові праці, яких понад 60, присвячені виключно питанням військової епідеміології та організації медичної допомоги сільському населенню під час війни.
Виростив та виховав чотирьох дітей.
Помер у 1983 році. Похований на Байковому кладовищі у Києві.

## Нагороди
- Орден Трудового Червоного Прапора
- Знак «Відмінник охорони здоров'я»
- Звання «Заслужений лікар УРСР»

## Праці
- Косачевская П. И., Баран Н. А. Гигиеническая оценка воды после обработки почвы пестицидом яланом // Врачебное дело. — Київ, 1976. — С. 136—137. (рос.)